# Arcidiecéze vratislavská
Arcidiecéze vratislavská (latinsky Archidioecesis Vratislaviensis) je polská římskokatolická arcidiecéze. Je součástí Vratislavské církevní provincie a vratislavský arcibiskup je zároveň metropolitou této provincie, k níž dále patří diecéze lehnická a diecéze svídnická. Vratislavská diecéze byla založena roku 1000; patřila do roku 1821 ke Hnězdenské církevní provincii, poté podléhala přímo Svatému stolci a 13. srpna 1930 byla povýšena na arcidiecézi.

## Základní údaje

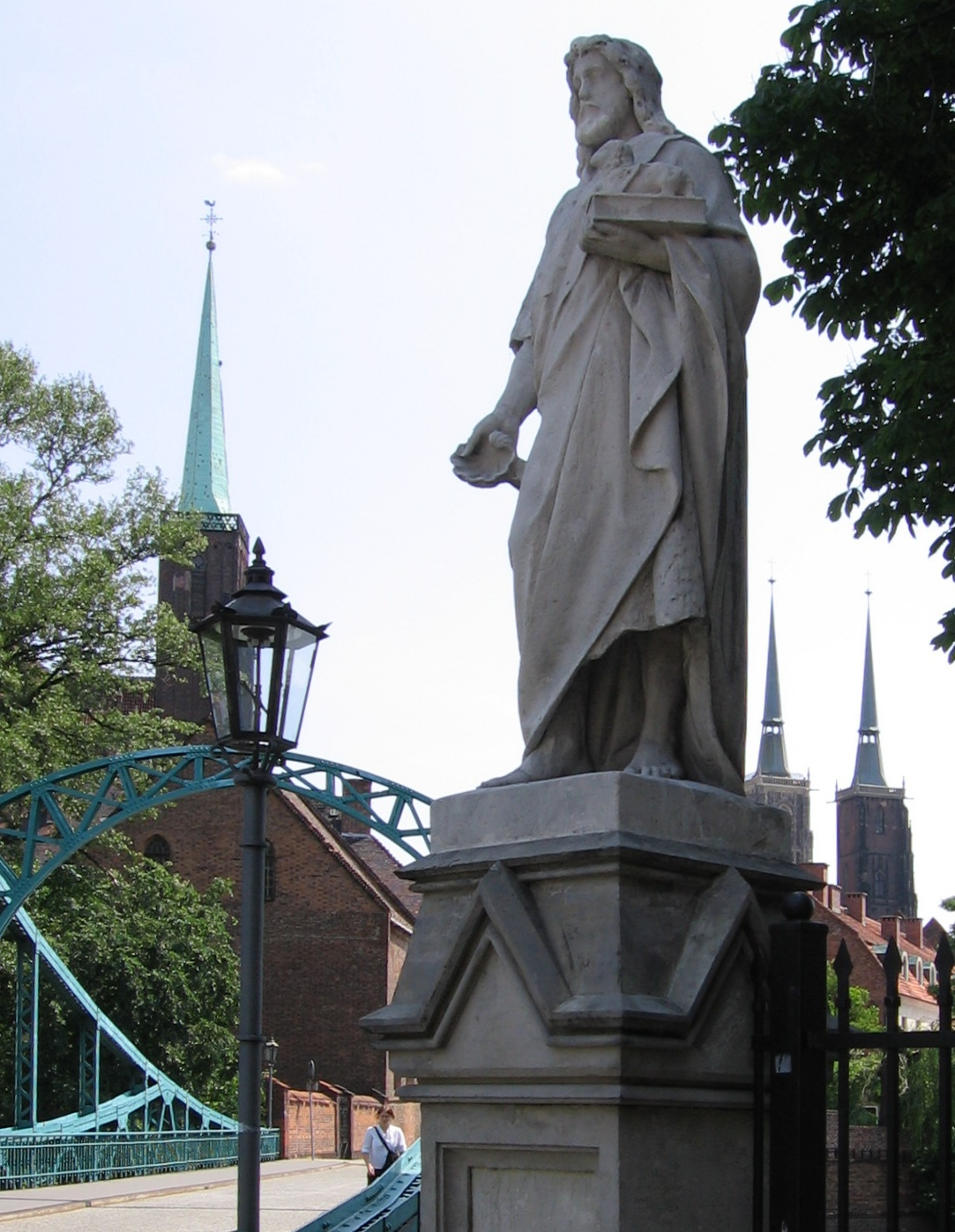
Socha sv. Jana Křtitele, hlavního patrona arcidiecéze, u Katedrálního (Tumského) mostu ve Vratislavi

Arcidiecéze se rozkládá v severovýchodní části Dolního Slezska. Nejvýznamnějšími městy jsou vedle sídelní Vratislavi Oleśnica (Olešnice), Oława, Trzebnica (Třebnice) Ziębice, Wołów (Volov). Hlavním patronem arcidiecéze je sv. Jan Křtitel, spolupatrony jsou sv. Hedvika a bl. Česlav.
Hlavním chrámem diecéze je vratislavská katedrála sv. Jana Křtitele na Tumském ostrově, v základní hmotě gotická stavba (1244-72) s pozdně gotickými, renesančními, barokními i novogotickými přístavbami a úpravami. Dalšími významnými chrámy jsou klášterní bazilika sv. Bartoloměje v Třebnici (basilica minor od roku 1943), která je současně poutní svatyní patronky Slezska svaté Hedviky, chrám sv. Jana apoštola v Olešnici (basilica minor od roku 1998), chrám sv. Jiří v Ziębicích (basilica minor od roku 2008), klášterní kostel Nanebevzetí P. Marie v Henrykowě (Jindřichově) a jiné.

## Historie na českém území

### Panství vratislavského biskupství v Rakouském Slezsku
Panství vratislavského biskupství Jánský Vrch, Frýdberk, Frývaldov a Cukmantl (německy Breslauer Bistumsherrschaften Johannesberg, Friedeberg, Freiwaldau und Zuckmantel) mělo převážně lesní charakter. V roce 1864 činila jeho rozloha 33 950 ha, z toho z toho 31 245 ha lesní půdy, v roce 1885 celková rozloha mírně poklesla na 33 766 ha, z čehož 30 786 ha připadalo na lesy, 2 155 ha na polnosti a zbytek na louky, zahrady, pastviny a neplodnou půdu.
V roce 1912 se panství rozprostíralo na 33 7691,805 ha, z toho bylo 31 824,4553 ha lesů, 1 254,4577 ha polí, 160,3927 ha luk, 29,5064 ha zahrad, 222,5902 ha pastvin, 13,0028 ha připadalo na stavební parcely, 6,8731 ha na neproduktivní půdu a 257,9023 ha na nedaněnou půdu. Panství užíval toho času vratislavský kníže-biskup kardinál Dr. Georg Kopp.
| Sídlo                             | Správa panství |
| --------------------------------- | --- |
| Johannesberg (Panský Vrch)        | Ústřední správa panství, ředitel Dr. Ferdinand Pohl                                                                    |
|                                   | Ústřední lesní správa, lesní rada Karl Bayer                                                                           |
|                                   | Úřad účetní revize, revizor Bruno König                                                                                |
|                                   | Hlavní pokladna, důchodní úřad a úřad purkrabího, hlavní pokladník, důchodní a správce úřadu purkrabího Ferdinand Böse |
|                                   | Lesní revír Johannesberg (Panský Vrch), nadlesní Rudolf Hanke                                                          |
| Friedeberg (Frýdberk)             | Účetní kancelář, důchodní Karl Groß                                                                                    |
| Freiwaldau (Frývaldov)            | Důchodní úřad, důchodní Rudolf Peschke                                                                                 |
|                                   | Lesní účetní kancelář, lesní účetní Josef Hanke                                                                        |
| Zuckmantel (Cukmantl)             | Důchodní úřad, důchodní Ferdinand Weese                                                                                |
|                                   | Lesní účetní kancelář, lesní účetní Josef Theiner                                                                      |
|                                   | |
| Statek Barzdorf (Bernatice)       | v pachtu Friedrich Latzel                                                                                              |
| Statek Johannesberg (Jánský Vrch) | v pachtu Johann Groß                                                                                                   |
| Statek Friedeberg (Frýdberk)      | v pachtu nejprve Gustav Hohlbaum, po jeho smrti vdova po G. Hohlbaumovi                                                |
|                                   | zbytek půdy byl v parcelách propachtován nebo v užívání deputátníků                                                    |
| Buchbergsthal (Buchberkstál)      | Hutní správa a železárny, správce Heinrich Thamm                                                                       |

### Vratislavské biskupství na území Československa
V březnu 1919 uvalilo ministerstvo zemědělství na velkostatek vratislavského biskupství nucenou správu. Jednalo se o slezská panství Johannesberg (Javorník), Friedeberg (Frýdberk), Freiwaldau (Frývaldov) a Zuckmantel (Cukmantl), sestávající z hospodářských správ: Barzdorf (Bernartice), Johannesberg, Friedeberg a z lesních správ: Johannesberg, Wilmsdorf (Vilémovice), Gurschdorf (Skorošice), Friedeberg, Setzdorf (Vápenná), Rothwasser (Stará Červená Voda), Nicklasdorf, Saubsdorf (Supíkovice), Breitenfurt (Široký Brod), Thomasdorf (Bělá pod Pradědem), Freiwaldau (Zlaté Hory), Lindenwiese (Lipová), Zuckmantel, Grund (Dolní Grunt a Horní Grunt, od r. 1950 Dolní Údolí a Horní Údolí), Hermamnstadt (Heřmanovice), Einsiedel (Mnichov), Gabel (Vidly). K panství patřily též železárny v Buchberkstálu a pivovary. Celková výměra činila 34 666 ha.
Převzetí majetku biskupství vratislavského. Dne 12. března odpoledne přibyla do Javorníku československá komise, skládající se ze tří státních úředníků z Prahy, která dle předložených legitimací československého ministerstva zemědělství z 5. března t. r. měla rozkaz převzíti majetek vratislavské biskupské stolice v Javorníku a rakouský majetek pruského města Pačkova do nucené správy. U vykonávání tohoto rozkazu přijala komise slib věrnosti českému státu od biskupských úředníků a ujala se správy zmíněných majetků.
Lidové noviny, 20.3.1919
Generální vikář vratislavského biskupství sídlil od roku 1917 v polské části města Těšína (Cieszyn) a tento úřad zde definitivně zanikl v roce 1925 v souvislosti s úpravami hranic mezi ČSR a Polskem. Polská část území pak byla začleněna do nově založené katovické diecéze. Po nařízení o nové demarkační čáře z 3. února 1919 byla část vratislavského biskupství ležící v Československé republice rozdělena na 2 komisariáty: východoslezský (Těšínský) komisariát a západoslezský (Nisský) komisariát. V čele stáli komisaři, kteří měli pravomoc generálních vikářů.
Východoslezský komisariát tvořila arcikněžství Frýdek, Fryštát, Jablunkov, Karviná a Slezská Ostrava s 45 farnostmi a 1 expoziturou. Od 24. března 1919 do 2. listopadu 1938 byl spravován Msgre. Stanislavem Weissmannem (1866–1946), který sídlil nejprve v Morávce a od 1. července 1922 jako děkan v Karviné. Západoslezský komisariát tvořila arcikněžství Frývaldov, Jánský Vrch u Javorníku, Vidnava a Cukmantl s celkem 35 farnostmi. Od 1. ledna 1907 jej spravoval Msgre. Josef Neugebauer (1850–1926), od 8. července 1926 Msgre. Rudolf Hofmann (1866–1935) a od 6. listopadu 1935 do 2. listopadu 1938 Msgre. ThDr. František Onderek (1888–1962).
V lednu 1921 Jednota katolického duchovenstva československého uznala nutnost zřízení nového biskupství v Opavě a žádala, aby zřízení biskupství bylo dotováno statky vratislavské diecése, ležících v Československé republice. Novému biskupství měly připadnout všechny dvory a lesy vratislavského biskupství v západním Slezsku. Vratislavský biskup dr. Adolf Bertram vyslovil souhlas s odloučením krajů od vratislavské diecéze, které v Horním Slezsku připadly Polsku, ale jeho stanovisko bylo odmítavé v případě odluky československého území od vratislavského biskupství. V roce 1928 vstoupila v platnost úmluva Modus vivendi mezi Svatým stolcem a Československou republikou. Jednání o úpravě čsl.-německých diecézních hranic nakonec uvízlo na mrtvém bodě. Dne 21. září 1930 se ve vratislavském dómu celebrovalo slavnostní povýšení vratislavského biskupství na arcibiskupství.
Podle soupisu lesní půdy z roku 1848 připadalo na Frýdberk 8 610 ha, na Frývaldov 13 061 ha a na Cukmantl 11 072 ha. Během pozemkové reformy prováděné v roce 1925 a 1927 přidělil Státní pozemkový úřad z této rozlohy 321 ha drobným nabyvatelům, 19 ha propustil vlastníkům, zrovna tak hutě a cihelnu, zbytek včetně čtyř propachtovaných dvorů měl zůstat v záboru. S dalším prováděním pozemkové reformy čekal Státní pozemkový úřad až na provedení delimitace mezi olomouckým a vratislavským arcibiskupstvím. K tomu ale již za první republiky nedošlo.

### Církevní správa 1938–1945
Po odstoupení pohraničí na podzim 1938 přešlo Javornicko (Nisský komisariát) do přímé správy vratislavských arcibiskupů. Nisský komisariát sestával z arcikněžství Frývaldov, Javorník, Vidnava a Cukmantl. Hned v říjnu 1938 obsadilo Polsko východní část československého Těšínska. Oblast připadla pod správu katovické diecéze. Tato část Těšínska se skládala z arcikněžství Fryštát, Jablunkov a Český Těšín. Západní zbytek Těšínska (děkanáty Slezská Ostrava a Frýdek) byl postoupen do správy olomouckého arcibiskupství.
Církevní příslušnost býv. Těšínska. Podle zprávy polského tisku vydal katovický biskup a administrátor nově nabytého Těšínska St. Adamski nařízení podřízenému tam kněžstvu, v němž je seznamuje o odloučení býv. českého Těšínska od vratislavské arcidiecése a připojení jeho k biskupství katovickému. O tuto změnu církevní organisace požádal sv. Otce vratislavský arcibiskup kardinál Bertram.
Venkov, 03.12.1938

### Církevní správa po roce 1945 a znárodnění majetku
Již 21. června 1945 byl správcem československé části vratislavské arcidiecéze jmenován Msgre. František Onderek a od 1. září téhož roku se stal jejím generálním vikářem. Dne 26. června 1947 byla na tomto území zřízena apoštolská administratura se sídlem v Českém Těšíně, podřízená přímo Svatému stolci. Administrátorem byl jmenován dosavadní generální vikář Fr. Onderek. Apoštolská administratura v Českém Těšíně převzala také veškerý majetek, jehož vyvlastnění následovalo v roce 1948 (33 036 ha z celku 33 321 ha). V roce 1949 připadl majetek velkostatku vratislavského biskupství státním statkům a státním lesům. Po smrti generálního vikáře v roce 1962 se bez jakéhokoliv jmenování a pouze na základě komunistické moci ve státě správy ujal ThDr. Antonín Veselý (1918–1983) a řídil ji až do 23. července 1978, kdy bylo celé území definitivně včleněno do olomoucké arcidiecéze.

## Arcibiskupové a biskupové
Viz Seznam vratislavských biskupů a arcibiskupů.

## Instituce arcidiecéze
- Metropolitní kurie
- Metropolitní církevní soud
- Metropolitní kapitula
- Kolegiátní kapitula sv. Kříže
- Papežská teologická fakulta ve Vratislavi
- Metropolitní vyšší duchovní seminář ve Vratislavi
- Arcidiecézní archiv
- Arcidiecézní muzeum (založeno roku 1903)
- Arcidiecézni vydavatelství a nakladatelství
- Katolický měsíčník Nowe Życie
- Katolická rozhlasová stanice Radio Rodzina

## Děkanáty
Děkanáty a počet farností v nich (k roku 2011)
- Borów (9 farností)
- Brzeg – południe (10 farností)
- Brzeg – północ (7 farností)
- Brzeg Dolny (8 farností)
- Góra – wschód (7 farností)
- Góra – zachód (7 farností)
- Jelcz-Laskowice (9 farností)
- Kąty Wrocławskie (11 farností)
- Miękinia (8 farností)
- Milicz (7 farností)
- Namysłów – wschód (10 farností)
- Namysłów – zachód (9 farností)
- Oleśnica – wschód (9 farností)
- Oleśnica – zachód (9 farností)
- Oława (12 farností)
- Prusice (11 farností)
- Sobótka (10 farností)
- Strzelin (9 farností)
- Środa Śląska (10 farností)
- Trzebnica (11 farností)
- Wiązów (7 farností)
- Wołów (9 farností)
- Wrocław – Katedra (13 farností)
- Wrocław – Krzyki (10 farností)
- Wrocław – południe (7 farností)

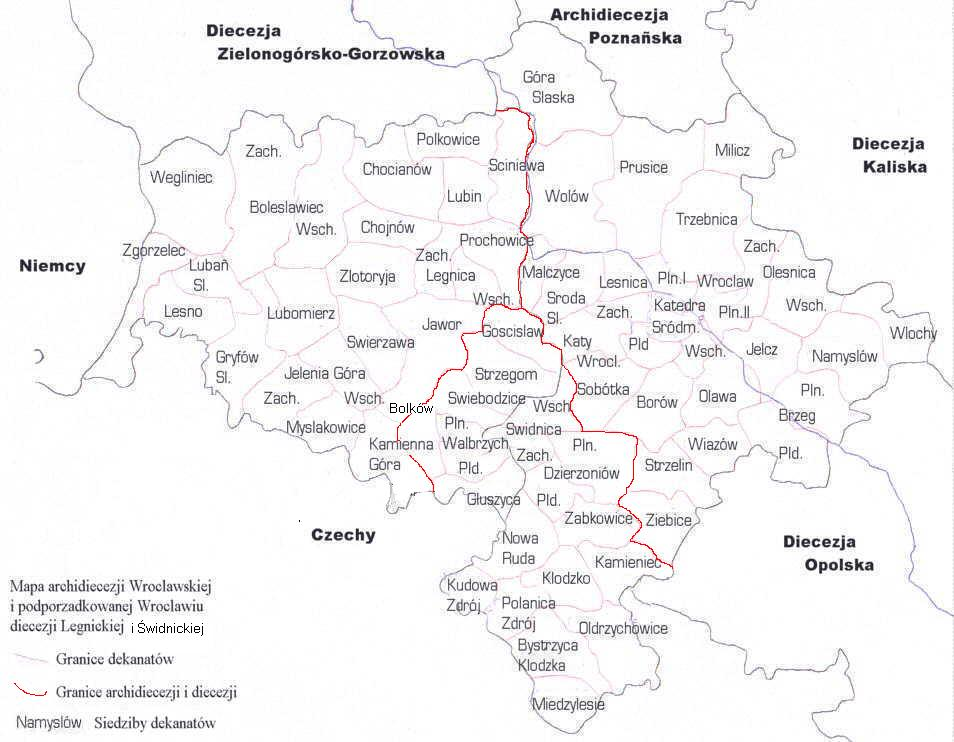
Mapa vratislavské církevní provincie - Arcidiecéze vratislavská na severovýchodě

- Wrocław – północ I (Osobowice) (10 farností)
- Wrocław – północ II (Sępolno) (7 farností)
- Wrocław – północ III (Psie Pole) (9 farností)
- Wrocław – Śródmieście (11 farností)
- Wrocław – wschód (8 farností)
- Wrocław – zachód (Leśnica) (7 farností)
- Wrocław – zachód (Kozanów) (9 farností)
- Ziębice (10 farností)

## Společnosti zasvěceného života

### Domy mužských řádů a kongregací

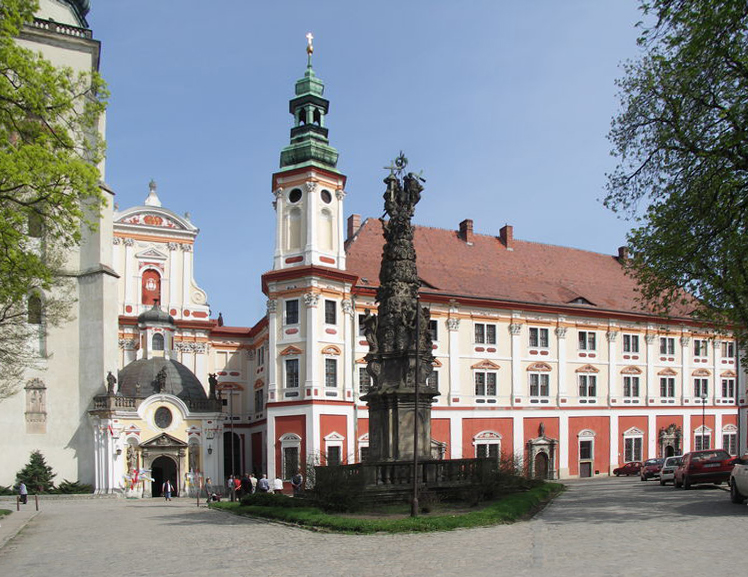
Cisterciácký klášter v Henrykowě

- Hospitálský řád sv. Jana z Boha (OH, milosrdní bratři): Vratislav (provincialát)
- Kongregace bratří Srdce Ježíšova (CFCI): Vratislav
- Tovaryšstvo Kristovo pro Poláky v zahranií (TChr): Ziębice
- Cisterciácký řád (OCist, cisterciáci): Henryków (opatství)
- Řád bratří kazatelů (OP, dominikáni): Vratislav
- Řád menších bratří (OFM, františkáni): Vratislav (provincialát), Wisznia Mała-Kryniczno
- Řád menších bratří konventuálů (OFMConv, minoriti): Vratislav
- Tovaryšstvo Ježíšovo (SI, jezuiti): Vratislav (2)
- Řád menších bratří kapucínů (OFMCap, kapucíni): Vratislav
- Řád bosých karmelitánů (OCD, bosí karmelitáni): Vratislav
- Kongregace misionářů synů Neposkvrněného srdce blahoslavené Panny Marie (CMF, klaretini): Wołów, Vratislav
- Kongregace misionářů oblátů Panny Marie Neposkvrněné (OMI, obláti): Vratislav
- Řád svatého Pavla Prvního Poustevníka (OSPPE, paulíni): Vratislav
- Kongregace bratří těšitelů z Gethseman (CCG, těšitelé): Przylesie-Pępice
- Kongregace Nejsvětějšího Vykupitele (CSsR, redemptoristi): Vratislav
- Společnost sv. Františka Saleského (SDB, salesiáni): Milicz, Środa Śląska (2), Vratislav (3)
- Společnost Božského Spasitele (SDS, salvatoriáni): Dobroszyce, Dobroszyce-Siekierowice, Oborniki Śląskie (2), Oborniki Śląskie-Bagno (2), Prusice-Wszemirów, Trzebnica, Trzebnica-Koczurki, Wisznia Mała-Wysoki Kościół, Vratislav
- Kongregace Nejsvětějších srdcí Ježíše a Marie (ss.cc.): Vratislav (3)
- Kongregace kněží misionářů sv. Vincence z Pauly (CM): Vratislav (2), Żmigród-Radziądz, Żmigród

### Domy ženských řádů a kongregací
- benediktinky (OSB): Wołów

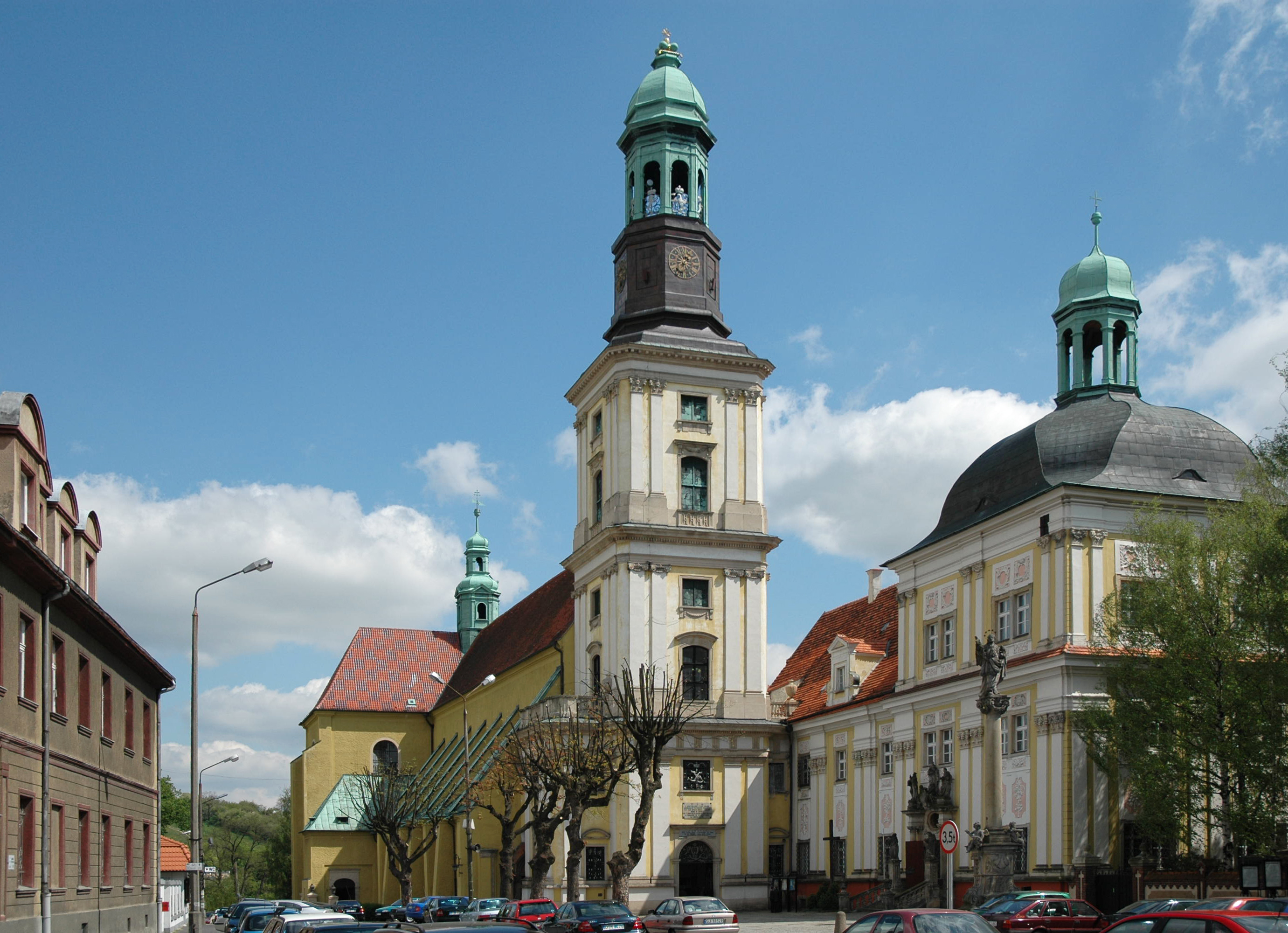
Poutní chrám sv. Hedviky a sv. Bartoloměje v Třebnici

- Sestry benediktinky od ustavičné adorace Nejsvětější Svátosti (OSBap): Vratislav
- Řád Nejsvětější Panny Marie na hoře Karmel (OCD, bosé karmelitky): Vratislav
- Kongregace sester adorantek Kristovy krve: Vratislav (provincialát)
- Kongregace sester albertinek sloužících chudým (albertinky): Miękinia-Mrozów, Vratislav
- Kongregace Milosrdných sester svatého Karla Boromejského (boromejky třebnické): Trzebnica (generalát), Brzeg Dolny, Trzebnica-Małuszyn, Vratislav
- Kongregace sester Božského srdce Ježíšova: Vratislav (generalát a dům), Wołów
- Kongregace sester svaté Alžběty (šedé alžbětinky): Vratislav (generalát a 7 domů), Chrząstawa Wielka, Domaniów, Kąty Wrocławskie, Miłoszyce, Sobótka, Środa Śląska, Święta Katarzyna, Chróścina
- Sestry feliciánky: Milicz, Oleśnica, Vratislav (2)
- Kongregace sester Matky Boží ustavičné pomoci: Vratislav (2)
- Kongregace sester františkánek Mariiny rodiny: Brzeg Dolny
- Kongregace sester ošetřovatelek III. řádu sv. Františka: Vratislav
- Kongregace sester sv. Hedviky: Vratislav (provincialát a dům), Wawrzeńczyce
- Kongregace sester sv. Josefa: Vratislav (provincialát), Kobierzyce-Wierzbice
- Kongregace sester sv. Josefa snoubence Nejsvětější Panny Marie: Vratislav
- Sestry kapucínky III. řádu sv. Františka od Svaté Rodiny: Vratislav
- Kongregace sester karmelitek od Dítěte Ježíše: Vratislav (provincialát)
- Kongregace sester sv. Marie Magdaleny od pokání: Vratislav
- Kongregace sester Neposkvrněné Panny Marie: Vratislav (provincialát a 3 domy), Kąty Wrocławskie, Wińsko-Krzelów, Malczyce
- Kongregace sester Milosrdné Matky Boží: Vratislav
- Kongregace sester Nejsvětější Rodiny z Nazaretu: Vratislav (2)
- Kongregace Školských sester de Notre Dame: Wołów-Krzydlina Mała, Vratislav
- Kongregace sester pastýřek od Prozřetelnosti Boží: Święta Katarzyna
- Kongregace dcer Panny Marie Pomocnice (salesiánky): Vratislav (provincialát a 3 domy), Środa Śląsk
- Kongregace sester Božského Spasitele (salvatoriánky): Oborniki Śląskie-Bagno
- Kongregace sester služebnic Nejsvětější Panny Marie bez poskvrny počaté (služebnice staroveské): Vratislav
- Kongregace sester služebnic Nejsvětější Panny Marie bez poskvrny počaté (služebnice slezské): Vratislav (generalát a 2 domy)
- Kongregace milosrdných sester sv. Vincence z Pauly: Brzeg, Żmigród
- Kongregace sester uršulinek Srdce Ježíše Umírajícího (šedé uršulinky): Vratislav
- Římská unie řádu svaté Voršily (černé uršulinky): Vratislav
- Kongregace sester Zmrtvýchvstání našeho Pána Ježíše Krista (zmrtvýchvstalky): Vratislav